# 上原良司
上原良司（1922年9月27日—1945年5月11日），是大日本帝国陆军的一名飞行员，在一次神风特攻中丧生。
他在1942年进入庆应义塾大学经济学学院学习，同年加入了位于长野县松本市陆军步兵第50聯隊。经过飞行员训练后，他于1945年加入大日本帝国陆军航空部队第56振武队，并在当年5月11日作为神风特攻队成员在驾驶三式戰鬥機袭击沖繩縣嘉手纳町附近美军舰队的战斗中阵亡。
他在最后的任务的前夜写给父母的遗书在战后被发表，这封遗书仍然被视作日本战时文学的杰作。

## 遗书
所感
我感到非常骄傲和光荣能够被征召为象征日本荣誉的陆军特别攻击队的成员。我在学生时期阅读过的逻辑与哲学以及基于理性的思考使我确信自由终将胜利，尽管我可能听起来像是一个自由主义者。正如意大利的克罗齐所说，自由是人的一项本性，它可能暂时被压制，但它绝不会被扑灭，自由最后必定会胜利，这是一个普遍真理。
显然独裁与极权统治可能偶尔得势，但他们总会消亡。就像法西斯统治的意大利和纳粹主义德国的失败所展现的一样，独裁政权一个接一个的消失，如同没有根基的大厦，轰然坍塌。
我确信真理的普适性将会永久的证明自由的伟大，就像现实和历史所示。在我的信念得到实现时，我将会无比喜悦，尽管这对我的国家来说意味着一场灾难。目前一切的斗争都源自于意识形态；其结果可以很容易的根据各方基于的信仰进行预测。
将我挚爱的祖国变成强盛如大英帝国的壮志已消逝。如果领导我的祖国的决策者们是真的爱她的话，日本也就不会如今天这般。我一直梦想着日本人民无论身在何方都可以为他们自己感到骄傲。
我的一位朋友曾说：特别攻击队的飞行员只是一台机器。他只是操纵设备。他仅仅是快速坠向敌人航母的磁铁里的一个分子，没有任何的人格和情感。
如果一个人理智的思考一下，这种行为完全不可理解。说的直白一点，这些飞行员们就是在自杀。而我也只是一台机器，没有权利作出其他选择。然而，我希望我挚爱的日本能够被我的同胞们变成一个真正伟大的国家。
在这样的情绪状态里，我的死可能毫无意义。然而，正如我在之前所说的，我对成为特别攻击队的成员感到荣幸。一旦进入飞机驾驶室我就只是一台机器，这是事实。但一降落，我也像一个正常人一样拥有情感和热情。当我热爱的女人离世时，我的感情也同她一起死去。想到我们能在天堂重聚，死亡也变不再那么恐怖。
明天就是行动的日子。我的想法过于极端而不能被公开，但我只是想表达我内心的感受，所以请原谅我凌乱的思绪。又一个自由主义者明天将会离开这个地球。纵然他看起来绝望，但他心中很满足。
再次，请原谅我的自私的胡言乱语。

## 后续
在上原良司留下的个人物件中有一本贝内德托·克罗齐写的哲学书。书中到处做有标记。当把这些标记出的字连在一起时，出现了下面一段文字：
再见，我心爱的恭子。
我深深的爱着你；
即使你已订婚，
对我来说这很痛苦。
考虑到你的幸福，
我抑制住自己想在你耳边轻语的冲动
我爱你，我依然爱你。